# Конрад фон Вилас
Конрад Якоб Йозеф фон Вилас (на немски: Konrad Jacob Joseph von Vilas; на гръцки: Κόνραντ φον Βίλας) е австрийски архитект, автор на много сгради в град Драма и други населени места в Южна Македония от края на XIX и началото на XX век.

## Биография
Роден е в 1866 година в благородническо семейство в градчето Салурн, Южен Тирол, тогава в Австрийската империя, днес в Италия. Завършва Мюнхенския политехнически университет.
Започва работа за германската компания, която строи железопътната линия Цариград-Багдад. В 1894 година е изпратен от Цариград в Драма, за да работи по завършването на железопътната линия Солун-Цариград. В Драма се жени за Виктория Григориади, дъщеря на Василиос Григориадис, който е почетен консул на Великобритания в Драма. Фон Вилас строи индустриални, обществени и частни сгради в Драма, Кавала, Тасос, Сяр и Волос. В Драма Конрад фон Вилас е автор на Памбуковата къща, Дзимовата къща, Драмската турска гимназия, Тютюневите складове на Портокалоглу, Тютюневите складове на Херман Шпирер и други. Сградите му се отличават с изключителна техническа точност, за която фон Вилас използва австрийски работници, и отразяват всички съвременни европейски архитектурни течения. Фон Вилас смесва класическите с прогресивните тенденции на времето.
Конрад фон Вилас умира в 1929 година във Виена.